# Gunter Holzweißig
Gunter Holzweißig (* 3. Mai 1939 in Aue; † 12. Juni 2024 in Berlin) war ein deutscher Zeithistoriker und Publizist.

## Leben
Holzweißig studierte Zeitgeschichte in Hamburg und Edinburgh. 1967 wurde er in Hamburg zum Dr. phil. promoviert mit einer Dissertation über „Das Deutschlandbild der britischen Presse im Jahre 1935“. Von 1967 bis 1970 war er Editor bei den Dokumenten zur Deutschlandpolitik in Bonn. 1982 wurde er Dienststellenleiter des Gesamtdeutschen Instituts in Berlin. Von 1992 bis 2004 war er Historiker im Bundesarchiv Berlin.

## Schriften (Auswahl)
- Militärwesen in der DDR. Berlin 1985, ISBN 3-921226-21-X.
- Zensur ohne Zensor. Die SED-Informationsdiktatur. Bonn 1997, ISBN 3-416-02675-6.
- Die schärfste Waffe der Partei. Eine Mediengeschichte der DDR. Köln 2002, ISBN 3-412-14301-4.
- Agitator und Bourgeois. Karl-Eduard von Schnitzler. Berlin 2019, ISBN 3-8305-3923-1.